# فساد مالی چای دبش
فساد مالی چای دبش نام یک پرونده فساد اقتصادی در نظام جمهوری اسلامی ایران است که در دولت‌های روحانی و رئیسی رخ داده است. رقم این اختلاس حدود ۳٫۴ میلیارد دلار (نزدیک به ۱۴۰ هزار میلیارد تومان در زمان انجام فساد) است که از لحاظ معیار تا زمان خود در ایران بی‌سابقه بوده است. این فساد بزرگ‌ترین و سنگین‌ترین فساد مالی تاریخ جمهوری اسلامی ایران است.

## گروه کشت و صنعت دبش
این شرکت با نام تجاری «چای دبش» که به صورت خانوادگی اداره می‌شود، در حال حاضر با ظرفیت تولید بیش از ۶ هزار تن چای در سال، صاحب یکی از بزرگ‌ترین کارخانه‌های چای سازی در قاره آسیا است. این گروه تجاری علاوه بر تولید چای در ایران، در کشورهای آفریقایی نیز اقدام به کشت و فرآوری چای می‌کند. به گفته رئیس دفتر بازرسی ویژه رئیس‌جمهور، کارت بازرگانی این شرکت حسب رسیدگی‌های سازمان تعزیرات تعلیق شده است.

## تخلفات صورت‌گرفته
به شکل رسمی نخستین بار سازمان بازرسی کل کشور در ۱۱ آذر ۱۴۰۲ این اختلاس را تأیید و اعلام کرد. به ادعای سازمان بازرسی کل کشور، گروه کشت و صنعت دبش طی سال‌های ۱۳۹۸ تا ۱۴۰۱ برای واردات چای و ماشین‌آلات مبلغی برابر با سه میلیارد و سیصد و هفتاد میلیون دلار ارز دریافت کرده که یک میلیارد و چهارصد و هفتاد و دو میلیون دلار از این مقدار، ارز دولتی بوده است. این میزان دلار ارزان برای تأمین ۱۴ سال چای کشور ایران کافی بوده است. گمرگ، وزارت صمت و وزارت جهاد کشاورزی هم در این فساد نقش داشته‌اند.
به گفته خداییان واردات چای و دستگاه‌های این گروه بازرگانی، نیازمند ثبت سفارش و تاییدیه وزارت صمت، جهاد کشاورزی و بانک مرکزی بوده که طی سال‌های ۱۴۰۰ و ۱۴۰۱ با هماهنگی‌های صورت گرفته توسط مدیران دستگاه‌های مذکور، ثبت سفارشهای این گروه به میزان بیشتر از نیاز کشور تأیید و به محض ارسال برای بانک مرکزی تخصیص لازم انجام شده است؛ در حالی که برای دیگر شرکتهای متقاضی شرایطی از جمله سابقه قبلی واردات و … ملاک عمل تأیید قرار می‌گرفت و بنا به اظهار برخی واردکنندگان بعضاً هیچ‌کدام از ثبت سفارش‌های درخواستی آنها مورد تأیید قرار نمی‌گرفت.
بخش عمده این فساد در دولت سیزدهم روی‌داده است و به گفته اژه‌ای، رئیس قوه‌قضاییه، در سال ۱۴۰۰ و ۱۴۰۱ به‌ترتیب شصت درصد و هفتاد درصد از کل ارز تخصیص‌یافته برای واردات چای به این گروه پرداخت شده درحالی‌که رقم دریافتی آن در سال‌های ۹۸ و ۹۹ به ترتیب ۲ و ۲۱ میلیون دلار بوده است. محسنی اژه‌ای در سخنرانی روز ۱۶ آذر ۱۴۰۲ گفت دولت هنوز هیچ مدیر دولتی متخلفی را دربارهٔ این پرونده به قوه قضاییه معرفی نکرده است.

### توزیع و بازرگانی چای سرطان زا و مسموم
یک عضو اتحادیه چای‌کاران شمال کشور در سال ۱۳۹۹ اظهار کرده بود که پس از حساسیت نیروی انتظامی، یکی از تریلی‌های متعلق به این شرکت در مسیر متوقف و پس از تحقیقات و آزمایش آشکار شده که چای موجود در این تریلی در سال ۷۹ تولید شده است. سپس طی آزمایش‌ها بعدی، مشخص شده بود که این چای‌ها دارای سم آفلاتوکسین هستند و قابلیت مصرف انسانی نداشته و باید معدوم شوند. ظاهراً مسئولان این شرکت این چای را با چای برداشت تازه مخلوط کرده، آنها را بسته‌بندی و روانه بازار می‌کردند.

### واردات چای بی‌کیفیت با قیمت اعلامی بالا
ثبت سفارش این شرکت برای چای درجه یک هندی بوده، اما چای درجه دو کنیایی وارد کرده که اختلاف قیمت آن برای هر کیلوگرم به ۱۲ دلار می‌رسیده؛ سپس چای نامرغوبی که به قیمت ۲ دلار در هر کیلوگرم خریداری شده در بازار به قیمت ۱۴ دلار به فروش می‌رسیده.جالب آنکه مجموعه ای متشکل از سازمان استاندارد، گمرک و حتی وزارتخانه‌هایی چون جهاد کشاورزی و سازمان غذا و دارو نیز کیفیت چای وارداتی را تأیید کرده‌اند. موضوعی که در صحبت‌های رئیس سازمان بازرسی نیز تأیید شده و نشان از گستردگی و هماهنگی بالای این فساد سازمان یافته دارد.

### فروش ارز نیمایی در بازار آزاد
بخشی از ارز نیمایی دریافتی برای واردات کالا به کشور توسط این شرکت در بازار آزاد و با قیمت بالاتر فروخته شده است.

### عدم رفع تعهد ارز نیمایی دریافت‌شده
این شرکت برای یک میلیارد و چهارصد میلیون دلار ارز دریافتی خود، رفع تعهد نداشته، کالایی وارد نکرده است.

### بازارشکنی
این شرکت با دامپینگ از طریق واردات چای مازاد به ایران باعث به‌هم‌خوردن تعادل بازار این محصول شده و تولیدکنندگان کوچک‌تر را با خطر از دست‌دادن بازار روبرو کرده است.

### اوراق مرابحه
بررسی «شرق» از صورت‌های مالی چای دبش که از بیانیه ثبت انتشار اوراق مرابحه شرکت در سال ۱۴۰۱ استخراج شده است، نشان می‌دهد کل سود به‌دست‌آمده شرکت چای دبش در سال ۱۴۰۰ فقط صد میلیارد تومان بوده است؛ اما افزایش سرمایه شرکت از محل آورده سهامداران آن در همین سال، ناگهان به حدود شش‌هزار و نهصد میلیارد تومان رسیده است. در واقع مالک چای دبش و خانواده او ناگهان در یک سال نزدیک به ۶۹ برابر سود سالانه چای دبش را به دست آورده و آن را در شرکت خانوادگی خود سرمایه‌گذاری کرده‌اند. از دیگر نکات قابل ذکر دربارهٔ پرونده شرکت چای دبش این است که با وجود توضیحات مسئولان نظارتی دربارهٔ بازشدن پرونده این شرکت از سال قبل، مجوز انتشار اوراق مرابحه آن در خرداد سال جاری از طرف سازمان بورس و اوراق بهادار صادر شده است و نکته دیگر آنکه برخی فعالان اقتصادی ازجمله علی شریعتی، عضو اتاق بازرگانی ایران، احتمال می‌دهند که مالک چای دبش، چای ایرانی را به کنیا صادر کرده و از آنجا به‌عنوان چای خارجی به کشور وارد کرده است.

## ابعاد تخلف

اینفوگرافیک فسادهای اقتصادی در جمهوری اسلامی از ۱۳۷۱ تا ۱۴۰۲

### معادل‌سازی میزان فساد چایی دبش
سایت تخصصی انرژی پرس در واکنش به این خبر نوشت: پس از رسانه‌ای شدن فساد چای دبش در حوزهٔ واردات با ارز نیمایی توسط سازمان بازرسی کل کشور، بررسی کرده‌ایم که با سه میلیارد و چهارصد میلیون دلار چه سرمایه‌گذاری می‌توان در صنعت نفت و پایین دستی داشت؟
با معادل این پول می‌توان جبران ۲۵ درصد از هزینه فشار افزایی در پارس جنوبی را انجام داد. یا یک پالایشگاه دو فازی با ۵۰ میلیون متر مکعب گاز با اعتبار ۴ میلیارد دلار ساخت. پالایشگاه گاز هویزه با اعتبار ۱٫۴ میلیارد دلار و پتروشیمی گچساران نیز با سرمایه‌گذاری ۱٫۳ میلیارد دلاری ساخته شده که می‌توان با حجم فساد پرونده چای دبش، دو پتروشیمی همانند گچساران یا دو پالایشگاه گازی احداث کرد.
به گفتهٔ خبرگزاری صراط، «مسئولان دولتی در حالی یکی پس از دیگری مشغول توجیه فساد ۳٫۴ میلیارد دلاری چای دبش هستند که در لایحه بودجه سال ۱۴۰۳، مالیات عموم مردم و اشخاص حقیقی - آن هم بدون در نظر گرفتن شرکت‌های بزرگ و افراد حقوقی - را تقریباً به همین اندازه تعیین کرده‌اند. به عبارت دیگر، پولی که در فساد واردات چای، به جیب عده‌ای خاص رفته، قرار است در سال ۱۴۰۳ به صورت مستقیم به شکل «مالیات» از مردم گرفته شود!»

## گزارش تخلف
مدیر اجرایی سندیکای چای گفته است که گزارش تخلف را در دی‌ماه سال ۱۴۰۱ به وزیر وقت داده اما او «هیچ اقدام عملی در این زمینه نکرد.»

## بازداشت مدیر عامل کشت و صنعت دبش
بر اساس اخبار منتشر شده اکبر رحیمی مدیرعامل گروه کشت و صنعت دبش با تعیین وثیقه ۵۰۰۰ میلیاردی ممنوع‌الخروج، دستگیر و روانه زندان شده است تا پرونده این مجموعه در دادگاه بررسی و پیگیری شود.
خبرگزاری تسنیم، چند هفته پیش از دستگیری، مصاحبه مفصلی با او به‌شکل رپرتاژ آگهی منتشر کرده بود.

## واکنش‌ها
یک فعال رسانه‌ای اصولگرا در واکنش به کشف فساد بزرگ چای دبش نوشت: «اینک با اظهارات رئیس قوه قضائیه معلوم شده که بیش از ۹۰ درصد این فساد در دولت سیزدهم رخ داده، اما مهم‌تر آن است که این دولت مدعی شناسایی و برخورد با آن است! حال آنکه چنین اتفاقی نه‌تنها در توان آن نبوده بلکه شواهد و قرائن نشان می‌دهد دولت به دنبال کتمان این فساد بزرگ بوده است».